# Edvard Bræin
Edvard Bræin (Kristiansund, 3 april 1887- aldaar, 20 september 1957) was een Noors componist, organist en dirigent.

## Achtergrond
Edvard Christiansen Bræin werd geboren binnen het gezin van organist/componist/muzikant Christian Bræin en Elise Engebretsdatter Balberg, maar moest zijn moeder al snel missen, ze overleed in 1889. Hijzelf huwde eerst Magnhild Fliflet en later met Mari Wennevold. Uit zijn eerste huwelijk kwamen minstens drie kinderen voort, waaronder componist Edvard Fliflet Bræin. Twee van diens kinderen belandden ook in de muziek.

## Muziek
Hij debuteerde als organist in 1905, maar kreeg daarna muzieklessen aan het Conservatorium in Oslo (1906-1909) en deed in 1907 al examen. Hij stond in 1909 voor het eerst voor een orkest als dirigent. In 1910/1911 studeerde hij in Berlijn.  Hij viel aan het eind van zijn vaders leven al voor hem in als organist in Kristiansund en nam diens functie geheel over bij het overlijden van zijn vader in 1912. Al eerder was hij organist van Ormøens kirke.  Edvard Bræin was tevens de drijvende kracht achter het Symfonieorkest van Kristiansund (Kristiansunds Symfoniorkester), dat in 1919 werd opgericht. Hij was meer dan dertig jaar daar de dirigent van. Hij was er verantwoordelijk voor dat in Kristiansund opera’s te zien waren gedurende het interbellum. Net als andere muzikale Noren zoals ging hij op zoek naar de volksmuziek van dat land. Aan het eind van zijn leven had hij er ongeveer 500 in zijn bezit.
In aanvulling op zijn werkzaamheden schreef Bræin zelf een aantal werken. In 1899 kwam er een menuet voor pianotrio (viool, cello, piano) van zijn hand. In 1905 kwam in druk zijn versie van Gud signe norigs land (God zegene het Noorse land). Er volgde nog een zangspel Hvite seil (Wiite zeilen). Van zijn hand verscheen tevens Introductie en fuga, en Variaties over de psalm Jeg gaar i fare, hvor jeg gaar. In de 21e eeuw bleek alleen zijn Serenade voor altviool en orkest (Serenade for bratsj og orkester) de tand des tijds doorstaan te hebben. Het werk is in 2015 nog "in print". Als componist haalde hij inspiratie uit de door hem verzamelde volksmuziek. Daarmee trad hij in de voetsporen van Edvard Grieg, Rikard Nordraak en Johan Svendsen.
Hij was een gevierd man in Kristiansund. In 1917 droeg Johannes Haarklou zijn werk Prelude en fuga voor orgel aan hem op, dat Bræin op 21 januari 1917 uitvoerde. Hij ontving ter gelegenheid van zijn zeventigste verjaardag een buste, van beeldhouwster Aimée Døhlen. Het geld daarvoor was ingezameld door de bewoners van het stadje. Hij kon er niet lang van genieten, in hetzelfde jaar overleed hij.
- Library of Congress Control Number: no2014135166
- Istituto Centrale per il Catalogo Unico: PCMV010554
- Virtual International Authority File: 311468165
- WorldCat: E39PBJqqy88R37xbVkqKFVVjYP